# Уймень (озеро)
Уймень — озеро в верховьях реки Уймень, на севере Алтайских гор. Расположено в Чойском районе Республики Алтай. Находится на юго-востоке хребта Иолго, недалеко от Сумультинского хребта. Рядом с озером есть вершина высотой 2625 м над уровнем моря. Озеро является истоком реки Уймень.
Озеро окружено дикими скалами, поросшими кедром и пихтой. Вокруг озера растут таёжные цветы, малина, смородина, черёмуха, жимолость.
До ближайшего жилья 100 км. Здесь находилась «подстава» ставшего легендой самого сложного всесоюзного планового маршрута в СССР «Алтайский Северный горно-таёжный № 77».